# Muralla de Vigo
La muralla de Vigo fue parte de un sistema defensivo que delimitaba la ciudad y que incluía además el castillo de San Sebastián y la fortaleza del Castro. Su trazado coincide prácticamente con el del casco antiguo.

## Historia

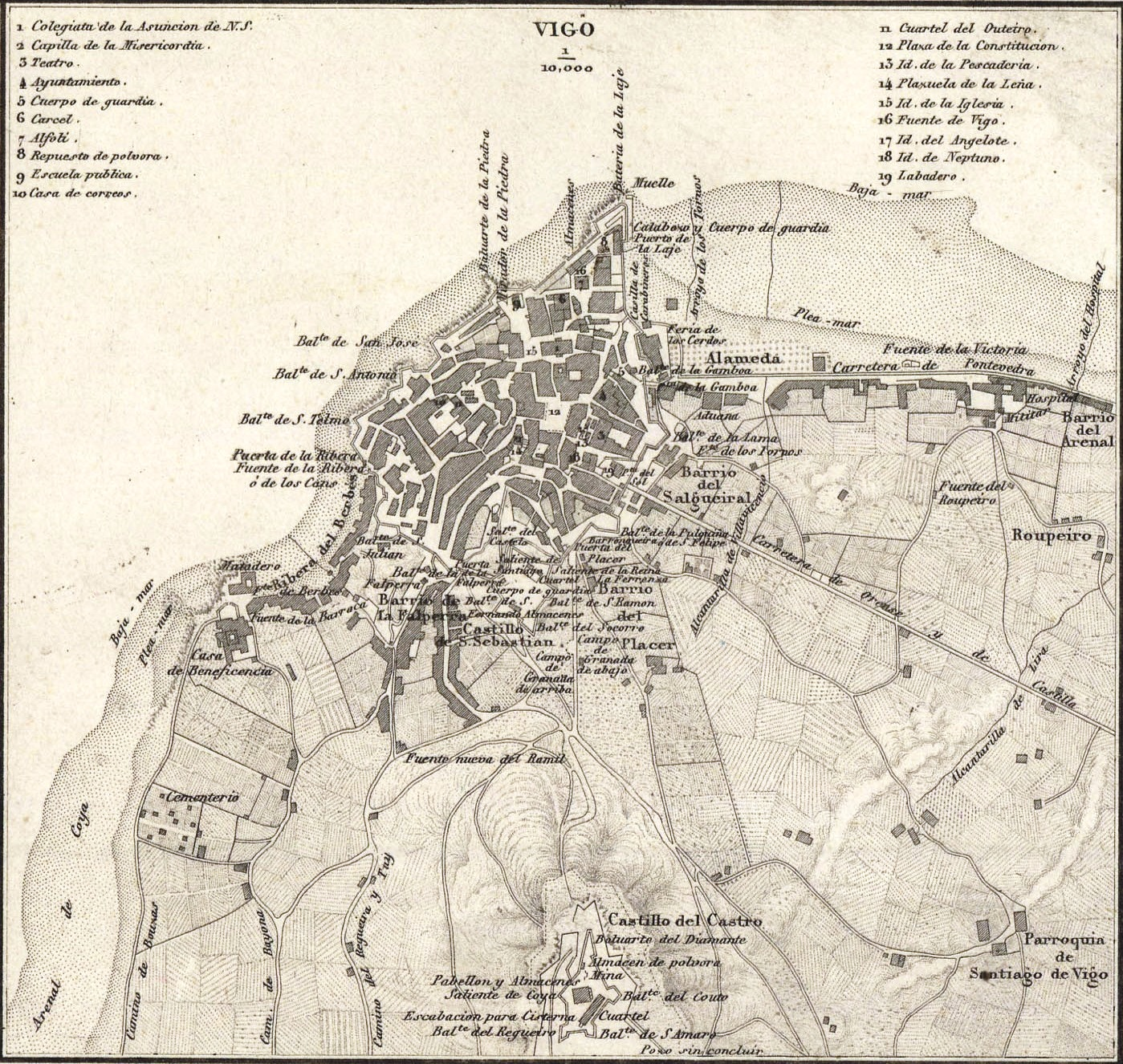
Plano de Vigo en 1856 por Francisco Coello, en el que se puede apreciar el trazado de la muralla

Desde la Edad Media, las costas de la ría de Vigo recibieron constantes ataques de piratas procedentes del norte de Europa, fenómeno que dificultaba el crecimiento y desarrollo económico de la ciudad.
Fue entonces que en el año 1656, en plena Guerra de Restauración portuguesa, Felipe IV ordena construir las murallas para proteger la ciudad del país vecino durante la guerra.
Estuvo en pie hasta finales del siglo XIX, cuando fue derribada a petición popular durante el reinado de Isabel II, alegando su estado ruinoso, su nulo valor militar y las trabas que ponía a la comunicación entre el casco antiguo y los nuevos barrios extramuros como el Ensanche y el Arenal. Finalmente su demolición fue autorizada por Isabel II en abril de 1861, empezando las obras en junio de ese mismo año. En la década de 1890, con la construcción de la calle Cánovas del Castillo, se derriban los últimos tramos de muralla que quedaban en pie.